# Roxanne
«Roxanne» és una cançó del grup britànic The Police. Va ser publicada com a single l'any 1978 juntament amb la cançó «Peanuts». Un any després va ser introduït en el seu primer disc, Outlandos d'Amour, i sis anys després, el 1985, també va formar part del disc Live!.
Originalment, The Police va compondre la cançó com una bossa nova, però no era el seu estil. Va ser el bateria Stewart Copeland que va suggerir un ritme semblant al tango. Al principi, la cançó no va tenir èxit però quan va ser introduïda en el seu primer disc l'abril de 1978, va començar a sonar per totes les emissores del món. El febrer de 1979 es va col·locar en la dotzena posició de la llista UK Singles i en la trenta-dosena posició de la llista Billboard Pop Singles dels Estats Units. La cançó va aparèixer a tots els àlbums d'èxits de The Police i va ser nomenada per la revista Rolling Stone la tres-cents vuitanta-vuitena millor cançó a la llista —amb fort biaix anglosaxó– de les 500 millors cançons de tots els temps.
Sting, el cantant de The Police, va escriure la cançó quan s'estava a París (França) amb la resta del grup l'octubre de 1977. Van anar-hi per fer una actuació al Nashville Club. La cançó està inspirada en unes prostitutes que hi havia fora de l'hotel on es van allotjar. El nom de Roxanne el van treure d'un personatge de l'obra Cyrano de Bergerac, que van conèixer gràcies a un pòster de l'hotel. Es van publicar tres vídeos musicals diferents de la cançó. El primer va ser una gravació de la prova de so d'un concert on també surten algunes imatges i vídeos amb càmera lenta. La segona va ser una gravació en un estudi de so on es mostra la banda tocant davant un teló de fons vermell. I per acabar, la tercera versió és una gravació idèntica a la segona però el material va ser transferit de cinta de vídeo a pel·lícula i té una qualitat més granulada. La cançó forma part de l'estil de la banda, que ells l'anomenen «reggae de blancs». És l'estil de cançó més comú de la banda, encara que Sting va dir en unes declaracions que ell pensava que la cançó era un tango.

## Personal
- Sting: baix, veu principal i cors.
- Andy Summers: guitarra i cors.
- Stewart Copeland: bateria i cors.